# San Pietro in Gessate
A San Pietro in Gessate (Piazza San Pietro in Gessate) egy milánói templom.

## Története
A templom 1458 és 1475 között épült fel Guiniforte Solari és fia Pietro Antonio tervei alapján készült el. A 17. században barokkosították . 1910-es restaurálása során a templom régi, észak-itáliai barokk stílusának visszaállítására törekedtek.

## Leírása
A templom mennyezetét Giovanni Donato Montorfano freskói díszítik. A Grifi-kápolnát Bernardo Butinone és Bernardo Zenale Szent Ambrus életéből vett jeleneteket ábrózoló freskói díszítik. A kápolnában áll Ambrogio Grifi grandiózus síremléke, melyet Benedetto Briosco faragott.